# Émile Ettling
Émile Ettling, né à Darmstadt le 19 août 1817 et mort à Contrexéville le 24 août 1881,, est un compositeur, chef d'orchestre et violoniste français.

## Biographie
Il est l'auteur de près de 300 créations qui comprennent des musiques de chansons, des valses, des polkas-mazurkas et diverses autres danses ainsi que des adaptations et des musiques de scènes.

## Œuvres
- 1861 : Coquelicot-ci coquelicot là, historiette, paroles de Charles Delange
- 1872 : Le Nain, opérette-bouffe en un acte, paroles de Tréfeu, théâtre de la Tertulia, novembre
- 1873 : Le tigre, chinoiserie musicale en 1 acte, paroles de Étienne Tréfeu, théâtre de la Tertulia, 5 avril
- 1875 : Le Meunier, son fils et... l'autre, opérette, paroles de Francis Tourte, Casino de Contrexéville, 9 août[4]